# 김택연
김택연(金澤延, 2005년 6월 3일~)은 대한민국의 야구 선수로, 현재 KBO 리그 두산 베어스에서 투수로 뛰고 있다. 인천고등학교 3학년 때 고교 리그와 U-18 야구 월드컵 등에서 활약했으며, 이를 바탕으로 2024년 드래프트에서 전체 2순위로 두산의 지명을 받아 프로에 입단했다. 2024년 시즌 중에 팀의 마무리 투수로 자리잡아 고졸 신인 최다 세이브, 무결점 이닝 등의 기록을 세우며 KBO 신인상을 수상했으며, 같은 해 성인 국가대표팀에도 선발되어 2024년 WBSC 프리미어 12에도 출전했다.

## 아마추어 경력
인천광역시에서 태어난 김택연은 인천동막초등학교와 상인천중학교를 졸업했다. 초등학교 4학년 때 SK 와이번스 선수 최정의 플레이를 보고 야구에 흥미를 갖게 되어 1년 후 본격적으로 야구를 시작했으며, 처음에는 야수였으나 코치의 권유로 투수로 전향했다. 이후 인천고등학교로 진학했으며, 고등학교 2학년이던 2022년에 고교 리그에서 19경기에 출전해 52+2⁄3이닝 동안 4승 1패, 73탈삼진, 6자책점, 평균자책점 1.02를 기록했다. 특히 전국체전에서는 광주제일고등학교와의 경기에서 선발 등판해 13개의 삼진을 잡아내는 등 이호성과 함께 팀의 우승에 힘을 보탰다.
고등학교 3학년이던 2023년에는 고교 리그에서 모두 13경기에 출전해 64+1⁄3이닝을 던지며 7승 1패, 97삼진, 8자책점, 1.13의 평균자책점, WHIP 0.66을 기록했다. 그해 대통령배 전국고교야구대회에서는 8강전에서 유신고등학교를 상대로 6+1⁄3이닝 동안 무실점으로 팀의 3–0 승리를 이끈데 이어, 준결승전에서는 경북고등학교를 맞아 7+1⁄3이닝 동안 1실점만을 내주며 팀의 결승행을 이끌었다. 투구 수 제한으로 인해 결승전에는 출전하지 못했고, 인천고는 군산상일고등학교를 상대로 10–11로 패해 준우승에 머물렀지만 김택연은 감투상을 받았다. 또한 김택연은 청소년 국가대표에도 선발되어 U-18 야구 월드컵에서도 활약했다.
이러한 활약을 바탕으로 9월 14일 열린 2024년 KBO 리그 신인 드래프트에서 1라운드 전체 2순위로 두산 베어스의 지명을 받았으며, 두산의 김태룡 단장은 "봄부터 대만 청소년 대회까지 꾸준하게 부상없이 컨트롤 좋고 구속을 유지하는 모습을 보여줬다. 빠르면 2~3년 안에 스토퍼로 성장할 것으로 기대한다"며 지명한 이유를 설명했다. 두산 구단은 10월 7일 롯데 자이언츠와의 홈경기에 김택연과 그의 아버지를 초청해 시구 및 시타를 진행했다. 같은 달 14일, 두산 구단은 2024년 신인 선수 10명과 계약 완료를 발표했는데, 김택연에게는 계약금 3억 5천만 원을 안겼다.
김택연은 10월 17일에 최동원기념사업회가 고교야구 최고 투수에게 수여하는 고교 최동원상을 수상했다. 12월 말에는 2024년 드래프트에서 LG 트윈스의 지명을 받은 김현종과 함께 모교인 인천고에 도합 4,000만 원을 기부했다.

## 프로 경력

### 2024년
김택연은 2023년 9월 야구 월드컵 이후 공을 던지지 않고 휴식 시간을 가졌고, 11월에 이천 마무리캠프 때 두산에 합류한 후 이어진 신인 캠프 때도 팔과 어깨에 휴식을 주었다. 두산 이승엽 감독은 2024년 신인 중에 김택연과 외야수 전다민을 오스트레일리아에서 진행되는 1차 스프링캠프 명단에 포함시켰고, 김택연은 1차 캠프 수훈 선수 중 한 명으로 뽑혔다. 이어 김택연은 일본 미야자키에서 열리는 2차 스프링캠프에도 함께 동행했으며, 캠프가 마무리된 후 팀 내 투수 부문 MVP로 선정되었다.
3월 23일 창원에서 NC 다이노스를 상대로 치러진 두산의 2024년 정규 시즌 개막전에서, 김택연은 팀이 2–0으로 리드하고 있는 7회 마운드에 올라와 1이닝 2피안타 2볼넷 1탈삼진 2실점을 기록하며 데뷔 첫 등판에서 블론세이브를 범했다. 이후 1군에서 2경기를 더 치른 후인 3월 30일에 2군행을 통보받았다가, 불펜진이 필요한 팀 상황에 맞추어 4월 9일 1군에 복귀했다. 4월 13일 LG 트윈스와의 경기에서 팀이 5–2로 앞서던 8회 구원 등판해 1이닝을 소화하며 데뷔 첫 홀드를 기록했다. 4월 28일 대전에서 치러진 한화 이글스전에서는 2회 마운드에 올라 2+1⁄3이닝 동안 2피안타 2볼넷 4탈삼진 1실점으로 데뷔 첫 승을 신고했다. 5월 21일 잠실 SSG 랜더스전에서는 팀이 8–6으로 앞선 9회 1사 주자 1, 2루 상황에 등판해 병살타로 경기를 끝내며 데뷔 첫 세이브를 챙겼다. 5월 24일 광주 KIA 타이거즈전에서는 팀이 3–0으로 앞선 8회 구원 등판해 이우성에게 역전 3점 홈런을 허용하며 데뷔 첫 피홈런을 기록했으나, 이후 자신의 인천고 선배이기도 한 김재환이 결승 2점 홈런으로 팀의 승리를 결정지었다. 6월 8일 잠실 KIA전에서는 팀이 9–8로 앞선 9회 1사에 등판해 2⁄3이닝 무실점으로 시즌 두 번째 세이브를 기록했다.
한편 정철원, 홍건희 등 기존 마무리 투수의 난조를 이유로 이승엽 감독은 6월 13일 경기를 앞두고 김택연에게 마무리 보직을 맡긴다는 소식을 발표했고, 김택연은 같은 날 열린 잠실 한화전에서 팀이 9–6으로 리드하고 있는 9회 2사 1루 상황에 등판해 시즌 3세이브를 기록했다. 다음날인 14일 키움 히어로즈전에서도 1이닝 무실점을 기록하며 이틀 연속 세이브를 기록했다. 6월 17일에는 2024년 KBO 올스타전 팬 투표와 선수단 투표를 합산한 베스트 12 명단이 발표되었는데, 김택연은 134만 5257표로 팬 투표 전체 4위, 선수단 투표에서는 211표로 1위에 오르며 고졸 신인으로는 역대 5번째이자 고졸 신인 투수로는 2019년 LG 정우영에 이어 두 번째로 베스트 12에 뽑혔다.
7월 3일 김택연은 롯데와의 홈경기에서 8회 1사에 등판해 5개의 아웃카운트를 잡아내며 시즌 7호 세이브를 달성했다. 다음날인 4일 롯데전에서는 9회 1사 만루 상황에 등판해 1피안타 1볼넷 2탈삼진 무실점으로 8번째 세이브를 따냈다. 7월 6일 인천SSG랜더스필드에서 펼쳐진 올스타전에서는 1이닝 2피안타 1실점을 기록했다. 7월 10일 수원 kt wiz전에서는 6–6 동점이던 9회 등판해 4번 오재일, 5번 배정대, 6번 황재균을 상대로 세 타자 연속 3구 삼진을 잡아내는 무결점 피칭을 펼쳤는데, 이는 KBO 리그 역대 9번째이자 두산 팀 사상 4번째 기록이었으며 신인으로서는 역대 최초였다. 김택연은 다음 이닝에서도 타자 두 명을 삼진으로 잡아냈지만, 강백호에게 끝내기 2루타를 허용하며 패전을 떠안았다.
김택연은 7월 23일 잠실 키움전에서 팀이 6–3으로 앞선 9회에 등판해 시즌 10세이브를 달성, 2006년 롯데 나승현(19세 2개월 10일)의 기록을 넘어 역대 최연소인 19세 1개월 20일의 나이로 10세이브를 기록한 선수가 되었다. 8월 6일 LG전에서는 팀이 7–6으로 리드하고 있는 8회 1사에 등판해 5개의 아웃카운트를 잡아내며 시즌 13번째 세이브를 기록했다. 8월 21일 포항 삼성 라이온즈전에서는 시즌 16세이브를 거두며 2006년 나승현이 세운 고졸 신인 최다 세이브 기록과 타이를 이룸과 동시에 19세 2개월 18일로 역대 최연소 전 구단 상대 세이브까지 기록했다. 8월 27일 창원 NC전에서는 4개의 아웃카운트를 책임지며 17세이브로 역대 고졸 신인 최다 세이브 신기록을 세웠다. 8월에만 9경기에 등판해 6세이브를 올린 김택연은 8월 월간 MVP 후보에도 올랐다. 9월 26일, 사직 롯데전에서는 시즌 19세이브를 거뒀으며, 소속팀 두산은 이 경기를 통해 정규 시즌 4위를 확정했다. 이어서 9월 28일 NC와의 시즌 최종전에서 팀이 이기고 있는 9회에 등판했다면 역대 최연소 20세이브 기록 경신 달성이 가능했으나, 대신 휴식을 취했다.
소속팀 두산은 와일드카드 결정전에 진출했으며, 김택연은 2차전에서 팀이 0–1로 뒤지고 있는 7회 2사 주자 1, 2루 상황에 등판해 2+1⁄3이닝 동안 2피안타 2탈삼진 무실점으로 호투했다. 하지만 두산은 2경기 연속 한 점도 내지 못하며 2연패로 시즌을 마감했고, 이는 KBO 리그에서 10개 구단 체제가 시작된 2015년부터 와일드카드 결정전이 도입된 이후 정규 리그 4위 팀이 준플레이오프 진출에 실패한 첫 번째 사례가 되었다. 두산은 2024년 시즌을 통틀어 외국인 투수를 비롯한 선발 로테이션의 붕괴로 인해 김택연을 비롯해 이병헌, 최지강 등 젊은 불펜 선수들에게 크게 의존하는 운용을 보였으며, 김택연은 정규 시즌에서만 KBO 리그 역대 19세 시즌 투수 중 4위에 해당하는 60경기에 등판했고 멀티 이닝 소화가 잦아 혹사 논란을 빚기도 했다.
시즌이 끝난 후인 11월 26일 열린 KBO 시상식에서 김택연은 기자단 투표 유효표 101표 중 93표(92.08%)를 받아 KBO 신인상을 수상했으며, 이는 두산 소속 선수로서는 역대 8번째 수상이었다. 12월 13일, 두산 구단은 김택연과 3000만 원에서 1억1000만 원(366.7%) 오른 1억4000만 원에 연봉 계약을 한 사실을 발표했으며, 이는 고졸 2년차 최고 연봉 타이기록이었다.

### 2025년
새 시즌 스프링캠프를 앞두고 이승엽 감독은 불펜 보직 중에서는 가장 빠르게 김택연을 마무리 투수로 낙점했으며, 김택연 본인은 자신의 새로운 구종으로 스플리터 장착을 준비하고 있다고 밝혔다. 이후 정규 시즌 개막과 함께 두산은 3연패를 당했으나 3월 26일 수원 kt전에서 3–2로 승리하며 연패에서 탈출했고, 이 경기에서 시즌 첫 등판에 나섰던 김택연은 1이닝 1볼넷 1탈삼진 무실점으로 시즌 첫 세이브를 기록했다. 소속팀의 홈 개막전이었던 3월 28일 잠실 삼성전에서는 8회 2사 1, 2루 상황에 등판해 아웃카운트 4개를 책임지며 시즌 두 번째 세이브를 챙겼다. 4월 2일 잠실 키움전에서는 9회 등판해 삼자범퇴로 이닝을 마무리하면서 시즌 3세이브째를 따냈고, 나흘 뒤 치러진 사직 롯데전에서는 1+2⁄3이닝 세이브로 팀 승리를 지켜냈다. 김택연은 정규 시즌 개막 후 7경기 연속 무실점 행진을 이어왔으나, 4월 20일 잠실 KIA전에서 팀이 3–2로 지고 있던 9회초에 마운드에 올라 1이닝 2피안타 1탈삼진 3실점(1자책)을 기록하면서 시즌 평균자책점이 0.90이 되었다.
이후 5월 1일 잠실 kt전에서 9회 안현민에게 동점 투런포를 허용하며 시즌 첫 블론세이브를 기록한 데 이어, 같은 달 10일 잠실 NC전에서는 9회 천재환에게 역전 투런 홈런을 허용했고, 같은 달 13일 대전 한화전에서도 9회말 2아웃 상황에서 최인호에게 동점 2점 홈런을 맞는 등 연이어 불안한 모습을 노출했다. 이에 이승엽 감독은 "택연이를 향한 믿음은 변하지 않는다. 다만, 오늘 스태프와 택연이와 면담을 했는데 자신감이 많이 떨어졌다. 살리기 위해서는 조금 더 편안한 상황에서 공을 던지게 해줘야 하지 않을까 싶다."라고 언급하며, 김택연을 한두 경기 정도를 마무리가 아닌 좀 더 편한 상황에 등판시키겠다고 밝혔다. 이후 5월 14일부터 20일까지 4경기 연속 무실점을 기록했고, 같은 달 22일 잠실 SSG전에서 9회에 등판해 1이닝 2피안타 1탈삼진 1실점을 기록하며 15일(8경기) 만에 세이브를 기록했다. 그럼에도 이승엽 감독은 김택연의 마무리 복귀에 대해 확답하지 않았고, 다음날 잠실 NC전에서 김택연은 8회 2사 주자 1루 등판해 볼넷을 내주고 바로 강판되었다. 이후 25일 잠실 NC전에서는 팀이 4–3으로 앞선 8회초에 등판해 출루를 허용하지 않고 다섯 개의 아웃카운트를 책임지며 시즌 8번째 세이브를 올렸다.
이승엽 감독의 사퇴로 6월 3일부터 지휘봉을 맡게 된 조성환 감독대행은 김택연을 마무리로 복귀시키겠다고 말했다. 김택연은 5일 잠실 KIA전에서 9회에 등판해 2이닝 4탈삼진 무실점을 기록했고, 10회말에 김민석의 끝내기 안타가 터지면서 시즌 첫 승을 거뒀다. 이달 14일과 15일에는 키움 히어로즈와의 홈경기에서 이틀 연속 세이브를 올리며 2시즌 연속 두 자릿수 세이브를 달성했고, 평균자책점도 2.36으로 낮췄다. 같은 달 18일 대구 삼성전에서는 르윈 디아즈에게 끝내기 3점 홈런을 맞으며 패전 투수가 되었으나, 다음날인 19일에는 디아즈를 다시 상대해 삼진을 잡아냈고 이후 1사 만루 위기를 이겨내면서 세이브를 올렸다. 김택연은 6월에만 11경기에 나와 1승 5세이브, 평균자책점 2.64의 성적을 냈고, 이러한 활약으로 6월 팀 내 투수 부문 MVP로 선정되었다.
7월에 들어서는 4일부터 6일까지 kt위와의 잠실 주말 3연전에 모두 등판한 뒤, 월요일 하루를 쉬고 다시 8일과 9일 사직 롯데전에 연이어 출전하며 5경기 연속 등판했다. 특히 6일과 8일에는 세이브에 성공했으나, 9일 경기에서는 팀이 4–3으로 앞선 9회에 등판해 1이닝 1실점으로 시즌 다섯 번째 블론세이브를 기록했다. 김택연은 시즌 전반기에 40경기에 등판해 1승 2패, 15세이브, 평균자책점 3.00을 기록했으며, 감독 추천 선수로 올스타전에 2년 연속 선발되어 7회말에 등판해 1이닝 1피안타 1탈삼진 무실점을 기록했다.

## 국가대표팀 경력

### 2023년 U-18 야구 월드컵
2023년 7월 18일, 대한야구소프트볼협회는 같은 해 9월 1일부터 9월 10일까지 대만에서 치러지는 2023년 U-18 야구 월드컵에 출전할 대표팀 명단을 발표했으며, 인천고 3학년이었던 김택연은 명단에 포함되었다. 9월 2일 대만을 상대로 한 예선라운드 A조 첫 경기에서 황준서에 이어 두 번째 투수로 등판한 김택연은 3이닝 3피안타 2볼넷 7탈삼진 1실점을 기록했으며, 경기는 대한민국이 1–6으로 패배했다. 9월 4일, 예선라운드 A조 세 번째 경기에서는 7회 1사 주자 2루 상황에 등판해 아웃카운트 두 개를 잡아내며 팀의 3–0 승리를 지켜냈다. 악천후로 인해 서스펜디드 게임으로 치러진 예선라운드 마지막 경기인 푸에르토리코전에서는 1회 1사 만루 위기에서 등판해 탈삼진 두 개를 잡아내는 등 3이닝 무피안타 무4사구 7탈삼진 무실점을 기록하며 팀의 8-1 승리를 이끌었고, 대한민국은 조별 리그에서 4승 1패 조 2위로 슈퍼라운드에 진출했다.
9월 8일에 치러진 슈퍼라운드 두 번째 경기인 미국전에서 김택연은 5회 황준서에 이어 두 번째 투수로 등판해 1+1⁄3이닝 동안 2탈삼진 1실점을 기록했고, 대한민국은 1–5로 패배했다. 다음날인 9일에는 네덜란드를 상대로 세 번째 투수로 나서 1이닝 무피안타 1볼넷 2탈삼진 무실점으로 팀의 3-1 승리를 도왔으며, 대한민국은 슈퍼라운드 4위로 3·4위 결정전에 진출했다. 9월 10일 치러진 미국과의 3·4위 결정전에서는 선발투수로 나서 7이닝 2피안타 1볼넷 9탈삼진 무실점으로 팀의 4-0 승리를 이끌었으며, 대한민국은 U-18 야구 월드컵에서 2019년 이후 4년 만에 동메달을 획득했다. 김택연은 이번 대회에서 6경기에 등판해 16이닝 동안 5피안타 4볼넷 29탈삼진 2실점 2승 평균자책점 0.88을 기록했으며, 특히 6~7일 푸에르토리코전부터 10일 미국전까지 5일 연속으로 등판해 12+1⁄3이닝 동안 178구를 던지며 혹사 논란이 일었는데, 이에 대해 이영복 대표팀 감독은 대회 규정을 지켰다고 반박했다.

### 메이저 리그 베이스볼 서울 시리즈
2024년 2월 2일, KBO는 고척스카이돔에서 치러지는 메이저 리그 베이스볼 서울 시리즈를 앞두고 열리는 평가전에 뛸 국가대표 35명 예비 명단을 발표했으며, 김택연은 명단에 포함되었다. 그리고 3월 7일 발표된 최종 명단에서도 이름을 올렸다. 3월 18일 펼쳐진 평가전 두 번째 경기에서 로스앤젤레스 다저스를 상대로 등판한 김택연은 2⁄3이닝 동안 2탈삼진 무실점을 기록했다. 팀 코리아를 상대한 데이브 로버츠 다저스 감독은 인상적인 대한민국의 선수로 김택연을 꼽으며, "아웃맨이 내게 와서 얘기하기를, 볼이 살아있고 높은 코스로 잘 들어왔으며 시속 91마일(약 148km/h) 정도의 공이 마치 시속 95~96마일(약 153~4km/h)처럼 보였다고 했다"라고 밝히기도 했다.

### 2024년 WBSC 프리미어 12
2024년 10월 11일, KBO는 2024년 WBSC 프리미어 12를 대비한 35명의 훈련 소집 명단을 발표했으며, 김택연은 2024년 시즌 신인 중에 유일하게 명단에 포함되었다. 11월 1일 고척스카이돔에서 쿠바 야구 국가대표팀을 상대로 치러진 평가전에서 김택연은 3회 두 번째 투수로 등판해 1이닝 1피안타 무실점을 기록했다. 이후 11월 7일 발표된 28인 최종 엔트리에 포함되었다. 김택연은 11월 14일 B조 조별리그 2차전인 쿠바와의 경기에서 8회에 등판했으나 투런 홈런과 솔로 홈런을 얻어맞으며 아웃카운트를 하나도 잡지 못한 채 강판되었다. 다음날인 15일 일본과의 경기에서는 8회 1사 1, 2루 위기에 등판해 2⁄3이닝 무실점을 기록했다. 11월 18일 치러진 오스트레일리아와의 조별리그 최종전에서는 6회 1사 주자 1, 3루 위기에서 등판해 적시타를 맞아 점수가 3-2로 좁혀졌지만 아웃카운트 두 개를 잡아내며 이닝을 마무리지었다. 대한민국은 다음 라운드로 진출하지 못한 가운데, 이번 대회에서 국가대표팀 투수 코치를 맡은 최일언은 김택연을 두고 "쉬지 말고 더 좋은 선수가 될 수 있도록, 목표를 세우고 훈련해야 한다. 김택연은 영현이와 비교하면 그 부분이 약하다. 만족하면 안 된다. '우리나라를 대표하는 투수가 되려면 이대로 안 된다'라고도 뭐라고 했는데, 어떻게 들었는지 모르겠다."고 조언했다.

## 수상 경력
| 수상 부문                                   | 수상 횟수 | 수상 연도 | 각주          |
| ------------------------------------------- | --------- | --------- | ------------- |
| KBO 신인상                                  | 1         | 2024      | [ 52 ] [ 53 ] |
| KBO 올스타                                  | 1         | 2024      | [ 34 ]        |
| 고교 최동원상                               | 1         | 2023      | [ 13 ]        |
| 리얼글러브 어워드 구원투수상                | 1         | 2024      | [ 98 ]        |
| 스포츠서울 올해의 상 올해의 아마추어상      | 1         | 2023      | [ 99 ]        |
| 야구·소프트볼인의 밤 18세 이하부 우수선수상 | 1         | 2023      | [ 100 ]       |
| 일구상 신인상                               | 1         | 2024      | [ 101 ]       |
| 조아제약 프로야구 대상 신인상               | 1         | 2024      | [ 102 ]       |
| 한국프로야구 은퇴선수의 날 아마특별상       | 1         | 2023      | [ 103 ]       |
| 한국프로야구 은퇴선수의 날 최고의 신인상    | 1         | 2024      | [ 104 ]       |

## 통산 기록
| 연 도     | 소 속     | 등 판 | 선 발 | 완 투 | 완 봉 | 무 4 구 | 승 리 | 패 전 | 세 이 브 | 홀 드 | 승 률 | 타 자 | 이 닝 | 피 안 타 | 피 홈 런 | 볼 넷 | 고 4 | 몸 맞 | 탈 삼 진 | 폭 투 | 보 크 | 실 점 | 자 책 점 | 평 자 책 | W H I P |
| --------- | --------- | ----- | ----- | ----- | ----- | ------- | ----- | ----- | -------- | ----- | ----- | ----- | ----- | -------- | -------- | ----- | ---- | ----- | -------- | ----- | ----- | ----- | -------- | -------- | ------- |
| 2024년    | 두산      | 60    | 0     | 0     | 0     |         | 3     | 2     | 19       | 4     | .600  | 277   | 65.0  | 51       | 2        | 31    | 1    | 4     | 78       | 3     | 0     | 17    | 15       | 2.08     | 1.26    |
| 통산: 1년 | 통산: 1년 | 60    | 0     | 0     | 0     |         | 3     | 2     | 19       | 4     | .600  | 277   | 65.0  | 51       | 2        | 31    | 1    | 4     | 78       | 3     | 0     | 17    | 15       | 2.08     | 1.26    |